# Seleção Azeri de Futebol de Areia
A Seleção Azeri de Futebol de Areia representa o Azerbaijão nas competições internacionais de futebol de areia (ou beach soccer). A equipe disputou a Copa da Europa de Futebol de Areia em 2008 e terminou na terceira posição.

## Melhores Classificações
- Copa do Mundo de Futebol de Areia - Nunca participou da competição.
- Liga Europeia de Futebol de Praia - Divisão B
- Taça da Europa de Futebol de Praia - 3º Lugar em 2008